# André Carrillo
André Martín Carrillo Díaz, född 14 juni 1991 i Lima, är en peruansk fotbollsspelare som spelar för Al-Hilal. Han representerar även Perus landslag.

## Klubbkarriär
Säsongen 2018/2019 lånades Carrillo ut till saudiska Al-Hilal. I juli 2019 värvades han av Al-Hilal.

## Landslagskarriär
Carrillo debuterade för Perus landslag den 12 juli 2011 i en 1–0-förlust mot Chile, där han blev inbytt i den 77:e minuten mot Antonio Gonzales och på övertid gjorde ett självmål.

### Landslagsmål
| Nr | Datum           | Arena                                                | Motståndare  | Mål | Resultat | Tävling             |
| -- | --------------- | ---------------------------------------------------- | ------------ | --- | -------- | ------------------- |
| 1  | 15 augusti 2012 | Estadio Nacional de Costa Rica, San José, Costa Rica | Costa Rica   | 1–0 | 1–0      | Träningsmatch       |
| 2  | 3 juli 2015     | Estadio Municipal de Concepción, Concepción, Chile   | Paraguay     | 1–0 | 2–0      | Copa América 2015   |
| 3  | 23 mars 2017    | Estadio Monumental de Maturín, Maturín, Venezuela    | Venezuela    | 1–2 | 2–2      | Kvalet till VM 2018 |
| 4  | 23 mars 2018    | Hard Rock Stadium, Miami, USA                        | Kroatien     | 1–0 | 2–0      | Träningsmatch       |
| 5  | 3 juni 2018     | kybunpark, St. Gallen, Schweiz                       | Saudiarabien | 1–0 | 3–0      | Träningsmatch       |
| 6  | 26 juni 2018    | Olympiastadion Fisjt, Sotji, Ryssland                | Australien   | 1–0 | 2–0      | VM 2018             |
| 7  | 8 oktober 2020  | Estadio Defensores del Chaco, Asunción, Paraguay     | Paraguay     | 1–0 | 2–2      | Kvalet till VM 2022 |
| 8  | 8 oktober 2020  | Estadio Defensores del Chaco, Asunción, Paraguay     | Paraguay     | 2–2 | 2–2      | Kvalet till VM 2022 |
| 9  | 13 oktober 2020 | Estadio Nacional, Lima, Peru                         | Brasilien    | 1–0 | 2–4      | Kvalet till VM 2022 |